# Rippabilité
La rippabilité d'un sol est une mesure de sa capacité à être creusé avec l'équipement de fouille conventionnel. Un sol peut être classifié comme rippable, marginalement rippable ou non rippable. La rippabilité d'un sol est souvent évaluée par un géologue et-ou un géophysicien utilisant l'équipement de sismique réfraction (voir la réfraction).
Les études de rippabilité peuvent nécessiter l'exécution de tomographie sismique à réfraction transverse et de forages.

## Biographie
- W. Ed Wightman, Frank Jalinoos, Philip Sirles, and Kanaan Hanna (2003). "6.2.3 Determining the Rippability of Rocks". Application of Geophysical Methods to Highway Related Problems. Federal Highway Administration, Central Federal Lands Highway Div. p. 318–322.(accessed 17-Sep-2009)
- F. MacGregor, R. Fell, G. R. Mostyn, G. Hocking, and G. McNally (1994). "The estimation of rock rippability". Quarterly Journal of Engineering Geology & Hydrogeology 27 (2): 123–144. doi:10.1144/GSL.QJEGH.1994.027.P2.04.